# Laila Bokhari

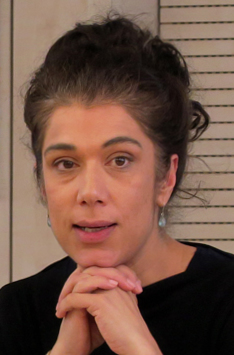
Laila Bokhari (2017)

Laila Bokhari (* 19. August 1974 in London) ist eine norwegische Politikwissenschaftlerin sowie Politikerin der konservativen Partei Høyre.

## Leben

### Frühe Jahre und Ausbildung
Laila Bokhari ist die Tochter eines pakistanischen Unternehmers und einer norwegischen Buchhalterin, die sich in London kennenlernten.  Als Laila fünf Jahre alt war, zog sie mit ihrer Familie in das norwegische Lillehammer. Dort legte sie 1993 das Abitur ab.
Von 1993 bis 1996 absolvierte Laila Bokhari an der University of Kent ein Bachelor-Studium mit dem Schwerpunkt Entwicklungspolitik. 1997 schloss sie ein Studium der Internationalen Beziehungen an der Universität Amsterdam mit dem Magistergrad ab. Anschließend studierte sie Arabisch und Nahostpolitik am British Council in Ostjerusalem und an der Universität Bir Zait.

### Berater- und Forschungstätigkeit
Zwischen 1999 und 2001 gehörte Laila Bokhari der norwegischen TIPH-Beobachtertruppe in Hebron an. Danach nahm sie verschiedene Beratertätigkeiten wahr, unter anderem für das Norwegische Afghanistankomitee (Den norske Afghanistankomite) in Peschawar und das Internal Displacement Monitoring Centre in Genf. Von 2001 bis 2010 arbeitete sie am Forschungsinstitut der Norwegischen Streitkräfte (Forsvarets forskningsinstitutt, FFI) und am Norwegischen Außenpolitischen Institut (Norsk utenrikspolitisk institutt, NUPI). Zu ihren Forschungsgebieten zählt vor allem der internationale Terrorismus.
Parallel war sie Gastdozentin an verschiedenen Institutionen, so am Institute of Strategic Studies in Islamabad und am King’s College London. Von 2006 bis 2008 wirkte sie als politische Beraterin des sogenannten 1267-Komitees der Vereinten Nationen. Das Komitee war unter anderem ermächtigt, für den Sicherheitsrat zu entscheiden, wessen Konten bei einem Verdacht der Unterstützung der Taliban eingefroren werden sollten.

### Diplomatin und Politikerin
In der Funktion einer Ersten Sekretärin arbeitete sie von 2010 bis 2011 an der norwegischen Botschaft in Pakistan. Nach den von Anders Behring Breivik ausgeführten Terroranschlägen in Oslo und auf Utøya wurde sie in die unabhängige 22.-Juli-Kommission berufen, die eine umfassende Darstellung der Ereignisse an diesem Tag ausarbeitete und die norwegische Sicherheitskultur heftig kritisierte.
Ministerpräsidentin Erna Solberg (Høyre) ernannte Laila Bokhari nach der Parlamentswahl in Norwegen 2013 zur Staatssekretärin in der Staatskanzlei, dem Statsministerens kontor. Bokhari war erst kurz zuvor der konservativen Partei Høyre beigetreten, nachdem sie jahrelang der sozialdemokratischen Arbeiderpartiet angehört hatte. Als Staatssekretärin beriet sie die Ministerpräsidentin in Sicherheitsfragen. 2016 wechselte Laila Bokhari ins norwegische Außenministerium, wo sie ebenfalls als Staatssekretärin tätig war.

### Führungsaufgaben
Von 2018 bis 2019 nahm Laila Bakhari an einem „mid-career program“ der Harvard Kennedy School teil. Danach nahm sie Führungsaufgaben unter anderem am Kunstmuseum in Lillehammer, an der Oslomet und am Norwegischen Außenpolitischen Institut wahr.

### Weitere Aktivitäten
Nach dem Tod ihres Vaters (2012) übernahm Laila Bokhari gemeinsam mit ihrem jüngeren Bruder Amar die 1989 gegründete Teppichmanufaktur des Vaters in der Kleinstadt Sultanabad (bei Faisalabad). Auch die seit 1996 der Manufaktur angeschlossene Mädchenschule, die Töchtern von Fabrikarbeitern eine Bildungschance eröffnet, wird von dem Geschwisterpaar weitergeführt. Das Leben ihres Vaters und seine Projekte beschreibt Laila Bokhari in ihrem 2015 erschienenen Buch Arven etter far (Vaters Erbe).

## Bibliografie
- Hellig Vrede. Min reise gjennom Pakistan (Heiliger Zorn. Meine Reise durch Pakistan), 2010
- Arven etter far (Vaters Erbe), 2015